# Norman Fucking Rockwell (canção)
"Norman Fucking Rockwell" é uma canção da cantora e compositora estadunidense Lana Del Rey, presente em seu sexto álbum de originais de mesmo nome (2019). A faixa foi composta e produzida por Del Rey e Jack Antonoff. A canção foi enviada para as rádios contemporâneas do Reino Unido em 1 de novembro de 2019, servindo como o sexto single do álbum.
A canção foi indicada na categoria Canção do Ano na 62ª cerimônia do Grammy Award.

## Composição
Liricamente, "Norman Fucking Rockwell" apresenta Del Rey cantando no primeiro verso sobre um relacionamento com um homem imaturo que não assume a responsabilidade por seus próprios erros, então admitindo durante o refrão que a convenceu a ficar com ele, embora isso a entristeça. Del Rey ignora seus defeitos óbvios, cantando: "Por que esperar pelo melhor quando poderia ter você?"
 Em uma entrevista com Zane Lowe para a BBC, Del Rey comentou sobre a faixa-título do seu próximo álbum: "Trabalhando com Jack Antonoff, eu estava com um humor um pouco mais leve porque ele era muito engraçado. Então a faixa-título se chama 'Norman Fucking Rockwell' e é meio que sobre esse tal cara que é um artista genial, mas ele pensa que é o melhor e sabe disso e ele, tipo, não vai parar de falar sobre isso."
O título da música é uma homenagem irônica ao pintor Norman Rockwell, com suas letras pintando metaforicamente alguém de azul em referência ao seu ofício. Rockwell foi mencionado anteriormente por Del Rey em sua canção "Venice Bitch", que também referia a ideia de ser coberto de "azul" em referência a sentimentos de tristeza ou melancolia.
A canção é trabalhada na chave de dó maior, com um andamento a 77 BPM em 4/4 tempo comum.

## Análise da crítica
Após seu lançamento com o resto do álbum, a canção recebeu aclamação da crítica. Jenn Pelly do Pitchfork, elogiou a canção por sua letra direta e bastante atrevida. Rhian Daly da NME comparou o tema lírico da canção com os trabalhos anteriores da artista.

## Prêmios e indicações
| Ano  | Organização  | Categoria     | Resultado | Ref.  |
| ---- | ------------ | ------------- | --------- | ----- |
| 2020 | Grammy Award | Canção do Ano | Indicado  | [ 8 ] |

## Créditos
Instrumentos/produção
- Lana Del Rey – vocais, composição, produção
- Jack Antonoff – composição, produção, engenharia, mixagem, teclado, piano
- Laura Sisk – engenharia, mixagem
- Jonathan Sher – assistente de engenharia
- Evan Smith – saxophone
- Phillip Peterson – barítono, violoncelo, flugelbone
- Victoria Parker – violino
- Chris Gehringer – masterização
- Will Quinnell – assistente de masterização

Técnico
- Masterizado no Sterling Sound
- Gravado em Conway Recording Studios, Los Angeles, Estados Unidos / House of Breaking Glass, Seattle, Estados Unidos
- Mixado em Conway Recording Studios, Los Angeles, Estados Unidos

## Histórico de lançamentos
| Região      | Data                  | Formato                | Gravadora | Ref.  |
| ----------- | --------------------- | ---------------------- | --------- | ----- |
| Reino Unido | 1 de novembro de 2019 | Contemporary hit radio | Polydor   | [ 2 ] |